# 电子警察
电子警察（英語：Traffic enforcement camera）是一种利用自动化检测与测量技术捕获交通违法或交通事故，利用网络将采集的信息传回公共安全部门进行分析处理，并以此为证据对肇事者进行处罚，以减少事故发生、辅助交通警察工作的方法。与交警监管相比，电子警察对事故的判断更准确，捕捉更迅速，在黑夜、恶劣条件下仍能正常工作，而同时减少了交警的人力支出，但对仪器仪表的投入要求相对较高。
目前常用的电子警察技术包括：
- 电子眼：一般指摄像头，可在被触发的情况下进行自动拍摄。
- 传感器：如安装于路口地面下的压力传感器，可在车辆驶过时触发电子眼进行拍摄。
- 测速仪：常安装在高速公路和城市高架路两旁，对来往车辆的速度进行测量。

## 类别

### 红灯摄像头
红灯摄像头是一种对红灯路口的车辆进行拍摄的交通摄像头。该系统持续监测交通信号，任何车辆进入路口时超过预设的最低速度，或者在信号变红后的指定时间进入路口，都会使摄像头被触发。
红灯摄像头也被用来捕捉开车发短信的违规者。在许多城市，一名官员会在实时指挥中心监控摄像头，并记录下包括闯红灯时发短信在内的所有违规行为。

## 圖集
- 位於沃加沃加的一個交通網路攝影機。
- 位于滦南县的电子警察拍摄的一组照片，图中的黑色轿车有闯红灯的违法行为。对于闯红灯，电子警察通常会拍摄四张照片，分别为车辆在停止线内、车辆完全越过停止线后、车辆通过路口后以及一张車輛號牌的特写。
- 屏東火車站的科技執法。